# 竹車站
35°0′45.88″N 132°31′47.5″E / 35.0127444°N 132.529861°E
竹車站（日语：／ Take eki */?）曾是屬於西日本旅客鐵道（JR西日本）三江線的鐵路車站，位於島根縣邑智郡美鄉町。三江線活化協議會將此站暱稱命名為「鹿島」，取自島根縣西部與廣島縣西北部流傳的傳統神樂——石見神樂。

## 歷史
- 1958年（昭和33年）7月14日 - 三江北線石見川本與乙原間新設竹車站。
- 1975年（昭和50年）8月31日 - 三江南線的口羽車站與三江北線的濱原車站之間銜接路段完工通車，南北兩線合併為三江線，此站成為三江線的車站。
- 1987年（昭和62年）4月1日 - 隨著國鐵分割民營化，成為西日本旅客鐵道所管轄的車站。
- 2018年4月1日 - 因三江線全線停駛廢線，隨之停止營運而廢站。

## 車站構造
此站為地面車站，往濱原車站方向的左側設有一股軌道與側式月台一座，月台上設有候車室。車站未設站房，也沒有裝設自動售票機等設備。

## 使用狀況
根據島根縣的統計資料與《三江線沿線地域公共交通網形成計劃》所記載之每日平均乘客人數如下：
| 乘車人數推移 | 乘車人數推移 |
| 年度         | 1日平均人數  |
| ------------ | ------------ |
| 1984         | 34           |
| 1994         | 18           |
| 1999         | 19           |
| 2000         | 16           |
| 2001         | 13           |
| 2002         | 12           |
| 2003         | 12           |
| 2004         | 8            |
| 2005         | 8            |
| 2006         | 4            |
| 2007         | 2            |
| 2008         | 1            |
| 2009         | 0            |
| 2010         | 0            |
| 2011         | 0            |
| 2012         | 0            |
| 2013         | 0            |
| 2014         | 1            |
| 2015         | 4            |

## 相鄰車站
西日本旅客鐵道（JR西日本）
 三江線
木路原－竹－乙原

## 外部連結
- （日語） JR西日本（竹駅） （页面存档备份，存于）
- （日語）ぶらり三江線WEB：竹 - 三江線改良利用促進期成同盟会・三江線活性化協議会。